# Kawanishi K8K
El Kawanishi K8K fue un hidroavión japonés fabricado por la compañía Kawanishi, diseñado para realizar la función de avión de entrenamiento bajo un requerimiento de la Armada Imperial Japonesa.

## Historia y desarrollo
En 1937 la Armada ordenó a las compañías Kawanishi, Nippi y Watanabe la creación de un hidroavión de entrenamiento, motorizado con un motor radial Gasuden Jimpu de 130 hp. Kawanishi desarrolló un biplano con dos flotadores, con la estructura del fuselaje de tubos de acero soldados recubierta de tela. El alumno y el instructor se sentaban en cabinas en tándem abiertas. La estructura alar era de madera, también recubierta de tela.
El primer prototipo voló el 6 de julio de 1938, y se entregó a la Armada el mes siguiente. Las propuestas de Nippi y Watanabe eran sorprendentemente similares a la de Kawanishi, pero esta última compañía resultó vencedora tras la evaluación de la Armada. Se inició la producción en serie a principios de 1940, pero tras la entrega de tan sólo doce aparatos la Armada decidió emplear el Yokosuka K5Y, previamente en servicio, hasta el final de la Segunda Guerra Mundial.

## Especificaciones
Referencia datos: Japanese Aircraft 1910–1941

### Características generales
- Tripulación: 2
- Longitud: 8,8 m
- Envergadura: 9,5 m
- Superficie alar: 24 m²
- Peso vacío: 719 kg
- Peso cargado: 991 kg
- Planta motriz: 1× motor radial de 7 cilindros Gasuden Jimpu 2.
  - Potencia: 130-160 hp

### Rendimiento
- Velocidad máxima operativa (Vno): 185 km/h
- Alcance: km
- Radio de acción: km
- Alcance en combate: km
- Alcance en ferry: km
- Techo de vuelo: 3490 m

### Aeronaves similares
- de Havilland Tiger Moth
- Heinkel He 72
- Yokosuka K5Y

### Secuencias de designación
← K6K • K7M • K8K • K9W • K10W →